# 村上想太
村上 想太（むらかみ そうた、1991年10月27日 - ）は、日本の俳優、声優。身長173cm。体重52kg。

## 出演
太字はメインキャラクター。

### テレビドラマ
- 愛の家〜泣き虫サトと7人の子〜
- オヤジぃ。
- さわやか3組
- 弁護士迫まり子の遺言作成ファイル「約束」
- またも辞めたか亭主殿〜幕末の名奉行・小栗上野介〜

### テレビアニメ
- ウミガメと少年（健太）

### 劇場アニメ
- 河童のクゥと夏休み（康一のクラスメイト）
- くまのプーさん 完全保存版II ピグレット・ムービー（クリストファー・ロビン）
- ピーター・パン2 ネバーランドの秘密（ニブス）
- もも子、かえるの歌がきこえるよ。（吉田健太）
- ロボッツ

### ゲーム
- ドラッグオンドラグーン（セエレ）
- ドラッグオンドラグーン2 封印の紅、背徳の黒（セエレ）

### 吹き替え
- アイ・アム・デビッド（デビッド〈ベン・ティバー（英語版））
- E.T.（エリオット）※20周年記念特別版
- カンフーハッスル
- コーラス（ピエール・モランジュ〈少年時代〉）
- GOAL!
- サイダーハウス・ルール
- サイン（モーガン）
- シャークボーイ&マグマガール 3-D
- ジャングル・ブック2（モーグリ[2]）
- シャンハイ・ナイト（チャーリー・チャップリン）
- スタンド・バイ・ミー（クリストファー・チェンパーズ〈リバー・フェニックス〉）※BD版
- 朱蒙（オンジョ）
- 宝島（ジム・ホーキンス〈ボビー・ドリスコール〉）※DVD版
- ターザン（イアン）
- デビルズ・バックボーン（カルロス）
- 天国の青い蝶（ピート）
- 友へ チング（ジュンホ）
- ナショナル・トレジャー
- バットマン ビギンズ（DVD版）
- ピーター・パン (2003年の映画)（ジョン・ダーリング）
- ホーンティング
- メラニーは行く!
- ライオン・キング3 ハクナ・マタタ（シンバ〈子供時代〉）

### 人形劇
- ザ・ブック・オブ・プー（クリストファー・ロビン）

### CM
- デジタルモンスターカードゲーム

### 舞台
- 家なき子

### その他のコンテンツ
- 東京ディズニーランド
  - ピーターパン空の旅（ニブス）